# کلاریون (شرکت)
کلارین (انگلیسی: Clarion) شرکت الکترونیک ژاپنی است، که در سال ۱۹۴۰ تأسیس شد.